# Kim Newman
Kim Newman (nascut el 31 de juliol de 1959) és un periodista, crític de cinema i escriptor anglès. Entre els interessos recurrents i presents en la seva obra es troba la història del cinema i el terror -que l'autor atribueix al seu visionat de Dracula de Tod Browning als 11 anys- i la història alternativa. Ha guanyat el Premi Bram Stoker el Premi del Gremi Internacional d'Horror i el Premi BSFA, i ha estat nominat al Premi Mundial de Fantasia.
Kim Newman va néixer a Londres, i es va educar a Aller, Somerset. Va estudiar a la Dr. Morgan's Grammar School de Bridgwater, i va escriure la seva novel·la experimental i semiautobiogràfica Life's Lottery (1999) en una versió fictícia de la ciutat anomenada Sedgwater. Va estudiar filologia anglesa en la Universitat de Sussex. Al principi de la seva carrera, Newman va treballar com a periodista a City Limits, diverses revistes i Knave.

## Obres no fictícies
Els dos primers llibres de Kim Newman no eren obres de ficció. Ghastly Beyond Belief: The Science Fiction and Fantasy Book of Quotations (1985), coescrito amb el seu amic Neil Gaiman, és un tribut còmic a l'entretinguda prosa de la fantasia de ficció. Nightmare Movies: A critical history of the horror film, 1968-88 (1988) és una història crítica del cinema de terror.
Nightmare Movies va ser seguit de Wild West Movies: Or How the West Was Found, Won, Lost, Lied About, Filmed and Forgotten (1990) i Millennium Movies: End of the World Cinema (1999). Entre les seves obres no fictícies també es troben BFI Companion to Horror (1996) i Horror: 100 Best Books (coeditor, 1988), que va guanyar un Premi Bram Stoker a la millor obra no ficiticia.
Kim Newman és un dels editors que contribueixen a la revista de cinema britànica Empire, on escriu un article mensual, "Kim Newman's Vídeo Dungeon", en el qual sovint fa comentaris sobre llançaments de pel·lícules de terror que passen directament a vídeo. També contribueix a Rotten Tomatoes, Venue i Sight & Sound.

## Ficció
Un tret recurrent de les obres de Ficció de Kim Newman és el seu interès per reinterpretar figures literàries, històriques i del cinema, o introduir personatges d'altres autors en nous escenaris, bé d'història alternativa realista o fantàstica. Alguns d'aquests personatges, com per exemple el comte Dràcula, són fàcilment recognoscibles. Molts més, especialment personatges menors, són deliberadament enfosquits i poden considerar-se "ous sorpresa" per als lectors perceptius. Un exemple d'això és l'aparició de l'estatunidenc John Reid, que és propietari d'una mina de plata i exporta bales de plata a Gran Bretanya a Anno Dracula. O l'aparició d'un actor estatunidenc anomenat Kent que protagonitzaria "Hèrcules" en una producció italiana del mateix nom (una picada d'ullet aparent a George Reeves i Steve Reeves (sense relació) que van interpretar a Supermán i Hèrcules respectivament. (Apareixen en la novel·la Judgment of Tears: Anno Dracula 1959 i Dracula Cha Cha Cha.)

### Novel·les
La primera novel·la de Kim Newman va ser The Night Major (1989), ambientada en una realitat alternativa basada en les pel·lícules de detectives en blanc i negre. Aquest mateix any i sota el pseudònim de "Jack Yeovil" va començar a contribuir a una sèrie de novel·les publicades per Games Workshop, ambientades en el seu món de Warhammer i Dark Future i jocs de rol. Els llibres de Dark Future van ser reimpresos en el 2006, publicant-se Demon Download, Krokodil Tears i una versió ampliada de 250 pàgines del relat curt Route 666. Kim Newman no té previst concloure la sèrie.
La seva novel·la més famosa és Anno Dracula (1992). Ambientada en 1888, durant els assassinats de Jack l'Esbudellador, presenta un món alternatiu, en el qual el comte Drácula s'ha convertit en el governant de Gran Bretanya. En la novel·la no sols apareixen els personatges ficticis de Dràcula (1897), sinó també els d'altres obres de l'època victoriana i de les seves novel·les de Warhammer en un altre escenari (encara que Newman ha aclarit que existeixen tres versions alternatives de la seva heroïna Geneviève: la versió de Warhammer, la versió de Anno Dracula, i la versió del Diogenes Club, que apareix en les Seven Stars, una col·lecció d'històries relacionades i The Secret Files of the Diogenes Club.)
Anno Dracula va ser continuada per una sèrie de novel·les com The Bloody Red Baron (ambientada en la Primera Guerra Mundial) i Judgment of Tears: Anno Dracula 1959, així com diversos relats curts. Alguns d'aquests relats estan disponibles en la pàgina en línia de l'autor.
Altres novel·les seves són Life's Lottery (1999), en la qual la vida del protagonista és determinada per les eleccions del lector i una versió adulta dels lliuro-jocs The Quorum (1994), Jago (1991), i Bad Dreams (1990).
També va escriure una novel·la sobre el Doctor Who, Time and Relative, publicada per Telos l'any 2001.

### Relats curts
Kim Newman és un prolífic escriptor de relats curts. La seva primera història va ser Dreamers, que va aparèixer en la revista Interzone en 1982. Entre les seves col·leccions de relats curts s'inclouen: The Original Dr. Shade, and Other Stories (1994), Famous Monsters (1995), Seven Stars (2000), Where the Bodies are Buried (2000), Unforgivable Stories (2000), The Man from the Diogenes Club (2006) i The Secret Files of the Diogenes Club (2007). També s'ha publicat Back in the USSA (1997), una col·lecció d'històries coescrita amb Eugene Byrne, ambientades en una història alternativa en la qual els Estats Units va sofrir una revolució comunista al començament del segle XX i Rússia no.
Moltes de les seves històries, especialment les publicades en Seven Stars, The Man from the Diogenes Club i The Secret Files of the Diogenes Club—mostren als agents del Club Diògenes, creat per Arthur Conan Doyle per la història de Sherlock Holmes: L'aventura de l'intèrpret grec. En les històries de Newman es tracta d'una façana per a una organització secreta del govern britànic dedicada a resoldre els misteris i amenaces més enllà de l'àmbit de la policia i el servei secret convencional.
Una part d'aquests relats s'enfoquen en les aventures durant la dècada de 1970 de l'investigador psíquic Richard Jeperson; les històries homenatgen diversos aspectes de la cultura britànica de l'època, amb aventures a l'estil de sèries de televisió com Els venjadors i Department S. Una versió del Club Diògenes també apareix en la saga de Anno Dracula, amb una versió alternativa de Jeperson. D'altra banda, en la sèrie del Club Diògenes apareixen a vegades versions alternatives dels personatges de la saga de Anno Dracula.
El relat curt Famous Monsters en la qual un marcià que deixa la invasió de La guerra dels mons de H. G. Wells aconsegueix un treball en Hollywood, va ser inclòs en una càpsula d'informació enviada a Mart en un operació conjunta rus-estatunidenc en 1994.

### Novel·les
- The Night Mayor (1989)
- Bad Dreams (1990)
- Jago (1991)
- The Quorum (1994)
- Back in the USSA (1997) (amb Eugene Byrne)
- Life's Lottery (1999)

- Anno Dracula
  - Anno Dracula (1992)
  - The Bloody Red Baron (1995)
  - Dracula Cha Cha Cha (també publicada com Judgment of Tears) (1998)
  - Johnny Alucard (en preparació)

- Time and Relative (2001)

Com "Jack Yeovil"
- Warhammer ambientació
  - Drachenfels
  - Beasts in Velvet
  - Genevieve Undead
  - Silver Nails
  - The Vampire Genevieve
- Escenari Dark Future
  - Krokodil Tears
  - Demon Download
  - Route 666
  - Comeback Tour
- Orgy of the Blood Parasites